# Estampillas sindicales

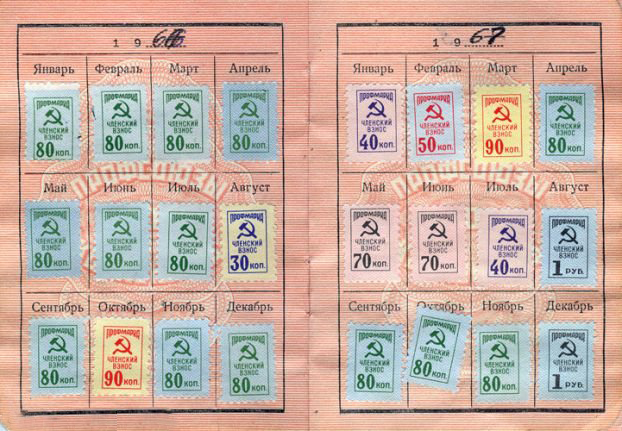
Libreta sindical de la URSS (1960s).

Estampillas sindicales (del inglés: due stamps) son sellos de colecciones voluntarias que indican que las cuotas de los miembros de un sindicato o las cuotas de obras pías se han pagado.
Las estampillas sindicales continúan existiendo en cierta cantidad de países, así por ejemplo sellos de 6 euros emitidos en la Federación de Sindicatos de Trabajadores Metalúrgicos de Francia. En el pasado se usaban para pagos de cuotas de los miembros en las organizaciones internacionales como Industrial Workers of the World. En 1940 los sindicatos de Estonia han emitido sellos propios. En 1941 se emitían las estampillas del bureau central de sindicatos de Letonia, que estaba subordinado a los órganos ocupacionales alemanes.
Las estampillas sindicales se usaron en el Imperio ruso y la Unión Soviética.
| Libreta de un miembro de la Federación Alemana de Sindicatos Libres (RDA, 1970s) | Libreta de un miembro de la Federación Alemana de Sindicatos Libres (RDA, 1970s) |
| -------------------------------------------------------------------------------- | -------------------------------------------------------------------------------- |
|                                                                                  |                                                                                  |